# Johnny Cecotto
Johnny Cecotto (ur. 25 stycznia 1956 w Caracas) – były wenezuelski motocyklista Moto GP oraz kierowca Formuły 1 w latach 1983–1984. Syn włoskiego emigranta. Ma syna Johnny’ego Cecotto Jr.

## Życiorys

### Kariera kierowcy motocyklowego
Cecotto rozpoczął karierę wygrywając Mistrzostwa Wenezueli w 1974 i 1975 roku. Następnie wystartował w wyścigu Daytona 200. Został zauważony przez zespół Yamaha. Przyjęli go do swojego teamu. Cecotto Jr. przyjechał do Europy by walczyć w zawodach Grand Prix. Zaskoczył wszystkich gdy pokonał broniącego tytuł Giacomo Agostiniego i zdobył Mistrzostwo Świata w klasie 350 cm³ zostając najmłodszym w historii zwycięzcą (19 lat). 3 lata później zdobył mistrzostwo w Formule 750. Karierę motocyklisty zakończył w 1980 roku.

### Formuła 2 i Formuła 1
Po karierze motocyklisty przeniósł się do wyścigów samochodowych. Wystartował w Formule 2 w zespole March. W klasyfikacji generalnej zajął 12. miejsce z 6 punktami. W drugim sezonie ze stajnią Minardi zdobył wicemistrzostwo przegrywając tylko o punkt ze swoim kolegą z zespołu, Włochem Corrado Fabim.
Po udanym sezonie w F2 Wenezuelczyk w 1983 r. wystartował w Formule 1 w zespole Theodore Racing. Już w drugim starcie podczas GP Stanów Zjednoczonych zajął 6. miejsce i zdobył swój jedyny punkt w Formule 1. Sezon zakończył na 16 pozycji. Rok później przeniósł się do zespołu Toleman, gdzie jego partnerem był Brazylijczyk Ayrton Senna. Podczas kwalifikacji do GP Wielkiej Brytanii doznał poważnego wypadku, gdzie złamał obie nogi i definitywnie zakończył karierę w Formule 1.

### Dalsza kariera
Po wypadku brał udział jeszcze w serii WTCC, ITCC, DTM, BTCC oraz wystartował w 24h LeMans w 1996, gdzie zajął 8. miejsce.